# Сосновка (Ветлузький район)
Сосновка (рос. Сосновка) — присілок в Ветлузькому районі Нижньогородської області Російської Федерації.
Населення становить 54 особи. Входить до складу муніципального утворення Туранська сільрада.

## Історія
Від 2009 року входить до складу муніципального утворення Туранська сільрада.

## Населення
| 1999 | 2002 | 2010 |
| ---- | ---- | ---- |
| 76   | ↘55  | ↘54  |